# NGC 530
NGC 530 (również IC 106, PGC 5210 lub UGC 965) – galaktyka spiralna (S0-a), znajdująca się w gwiazdozbiorze Wieloryba w odległości ok. 235 milionów lat świetlnych. Odkrył ją Lewis A. Swift 20 listopada 1886 roku.